# 切妻屋根

切妻屋根

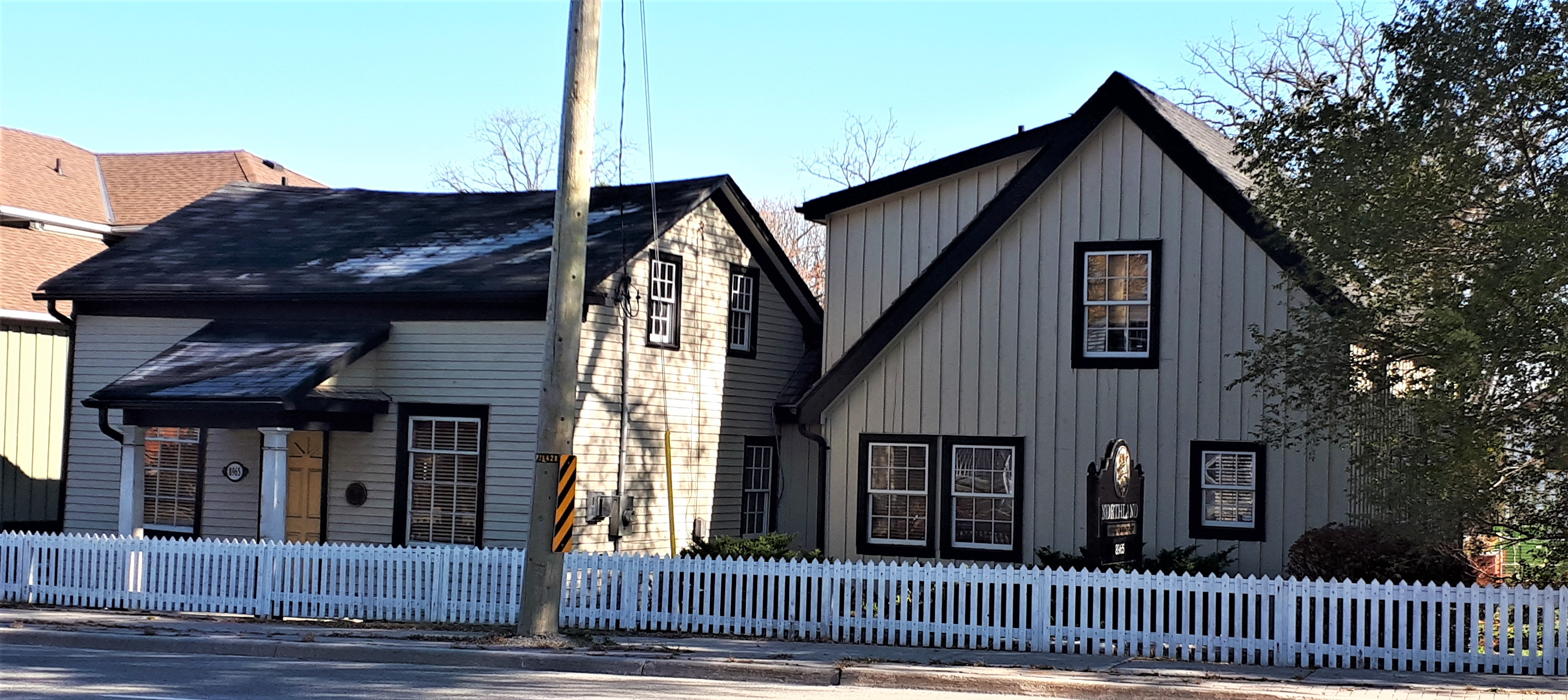
切妻屋根, マーカム (オンタリオ州)

切妻屋根（、英: gable roof）は、屋根形状の一種。最も単純な形式の屋根である。単に切妻とも称される。

## 特徴
シンプルな形状だが雨や雪に強く、世界的にみられる。
屋根の最頂部の棟から地上に向かい、2つの傾斜面が本を伏せたような山形の形状をしており、片流れの屋根にするよりも建物の高さを低く抑えた安定した外観となる。
建築物の平面形状が四角形の場合は2面だけで屋根が構成されるため、ローコストで雨漏りの心配が少ない形状といえる。また、豪雪地帯においては、屋根の上に雪が積もりにくいため、雪の重量による倒壊の危険が小さいという利点も併せ持つ。

## 応用
差し掛け屋根
切妻屋根は軒を深くとると中心への採光が難しくなるため、切妻の2面の屋根をずらした形状の差し掛け屋根が用いられる。棟をずらして高低を付け、採光のためのハイサイドライトを設置する。
越屋根
切妻屋根の棟の上部にさらに小さな小屋を設け、そこから採光や換気を行えるようにした屋根。
招き屋根
立地に合わせて気積を最大限に得られるよう、切妻屋根の葺きの長さに違いを設けて非対称にした屋根。